# Ставракије
Ставракије (умро 11. јануара 812.) је био византијски цар од 26. јула до 2. октобра 811.
Као син цара Нићифора I крунисан је као сувладар још 803. Оженио се 807. рођаком бивше царице Ирине I Атињанке.
Учествовао је 811. у великом походу против Бугара и њиховог кана Крума. Бугаре су најпре побеђивали и заузели су бугарску престоницу Плиску. Када су се враћали са великим пленом, нису били довољно опрезни, па су их Бугари ухватили у заседи при преласку преко планина. У тој заседи, тј бици код Плиске убили су византијског цара Нићифора I, од чије главе су направили пехар за вино. Ставракије се једва спасио. Био је парализован од сабље, која га је посекла близу врата, а спасила га је царска гарда, која се повлачила из битке. На брзину су га крунисали у Хадријанопољу. Било је то по први пут од пада Западног римског царства да је цар крунисан ван Цариграда.
Због тешке ране цар Ставракије није био способан да врши дужност цара. Како се његово стање погоршавало тако је двор био поцепан на две струје. Једну је предводила његова жена, а другу његова сестра, која се надала да ће њен супруг Михајло I Рангабе бити изабран за царева наследника. Када је постало јасно да Ставракије намерава да своју супругу Теофану одреди за наследника, тада су Михајлове присталице присилиле цара Ставракија да абдицира 2. октобра 811. Иконодулско црквено вођство је било за Михајла. Ставракије се повукао у манастир, где је од последица рањавања преминуо 11. јануара 812.